# Capnia turkestanica
Capnia turkestanica är en bäcksländeart som beskrevs av Douglas E. Kimmins 1950. Capnia turkestanica ingår i släktet Capnia och familjen småbäcksländor.

## Underarter
Arten delas in i följande underarter:
- C. t. brevicula
- C. t. turkestanica